# لويس براون (كرة سلة)
لويس براون (بالإنجليزية: Lewis Brown)‏ مواليد 19 فبراير 1955 في لوس أنجلوس - الوفاة 14 سبتمبر 2011، كان لاعب كرة سلة أمريكي. بدأ مسيرته الاحترافية في سنة 1977. تم اختياره من قبل فريق ميلووكي باكز خلال الدرافت. حمل الرقم 4. بلغ طوله 6 قدم 11 بوصة (2.1 م). اعتزل اللعب في 1987.

## المسيرة الاحترافية
لعب مع واشنطن ويزاردز في سنة 1981، ثم لعب مع لو مان سارت باسكت في الدوري الفرنسي في موسم 1986–1987، ثم لعب مع نادي غوريتسيا لكرة السلة في سنة 1987.

## روابط خارجية
- لويس براون على موقع إن بي أي (الإنجليزية)
- لويس براون على موقع سبورتس رفرنس (الإنجليزية)
- لويس براون على موقع كلية كرة السلة في سبورتس رفرنس.كوم (الإنجليزية)
- لويس براون على موقع ريلجم (الإنجليزية)
- لويس براون على موقع بروبوليرز (الإنجليزية)